# حسن عطية
حسن عطية (12 يناير 1948 - 28 يوليو 2020) هو ناقد مسرحي وكاتب مسرحي مصري.

## حياته
حصل حسن عطية على الدكتوراه من العاصمة الإسبانية مدريد، ثمّ عمل في وقتٍ ما عميدًا للمعهد العالى للفنون الشعبية، وعميد المعهد العالى للفنون المسرحية. تخرَّج حسن عطية في المعهد العالي الفنون المسرحية عام 1971، والتحق بجريدة العمال، ناقدًا مسرحيًا وسينمائيًا، ثم انتقل إلى جريدة المساء، وبصحبة الراحل سامي خشبة انتقل إلى الأهرام عندما أصبح الأخير مسئولا عن صفحة المسرح بها.
حصل د. حسن عطية على الدكتوراة في فلسفة الفنون من جامعة الاتوونوما بأسبانيا عن «المنهجية السسيولوجية في النقد»، فركّز بعدها اهتمامهُ على المسرح والنقد والسينما، بل وترأس جمعية نقاد السينما لفترة، كما ترأس جمعية نقاد المسرح، وانخرط بنوعٍ من الفعاليّة في الفعاليات المسرحية والثقافية، منظرًا ومحكّمًا وناقدًا.

## مسيرته
صدر كتاب «ما المسرح» للناقد المسرحي حسن عطية ضمن سلسلة «ما» التي تصدرها، الهيئة المصرية العامة للكتاب. يُعرّف عطية في الكتاب بالمسرح والمسرحية والحبكة الدرامية، كما يتناول مفهوم المحاكاة ومفهوم البطل التراجيدى والتطهير، ثمّ يستعرضُ تاريخ المسرح المصري وأبرز الأعمال المسرحية مثل المحروسة والسبنسة وكوبرى الناموس وغيرها.

## أعماله
نُشرت لعطية حسن العديد من الإصدارات لعلّ أبرزها:
- الثابت والمتغير: دراسات في المسرح والتراث[11]
- سناء جميل: زهرة صبار قمرية[12]
- نجيب محفوظ في السينما المكسيكية[13]
- ألفريد فرج: صانع الأقنعة المسرحية[14]
- عزت العلايلي: ملح الأرض وحلوها[15]